# Prahova
Prahova (také Prahová) je župa v rumunském Valašsku. Leží na jihu země, pod Karpaty a jejím hlavním městem je Ploješť.

## Charakter župy
Župa hraničí s župou Buzău na východě, s župou Dâmbovița na západě, s župou Brašov na severu a s župami Ialomița a Ilfov na jihu. Sever území vyplňují Karpaty, které k jihu pozvolně přecházejí do nížiny. Župa je pojmenovaná podle stejnojmenné řeky, která tudy protéká. Ta pramení v již zmíněných Karpatech a na svém horním toku v nich vytvořila velké údolí, vedou jím hlavní silniční i železniční spoje mezi Bukureští a Brašovem. Řeka Prahova je přítokem řeky Ialomița a vlévá se do Dunaje. Hlavní město župy je spojené s metropolí Rumunska dálnicí, samo je navíc křižovatkou silniční i železniční dopravy.

## Města
- Ploješť (hlavní)
- Câmpina
- Azuga
- Băicoi
- Boldești-Scăeni
- Breaza
- Bușteni
- Comarnic
- Mizil
- Plopeni
- Sinaia
- Slănic
- Urlați
- Vălenii de Munte